# Metoda (programování)
Metody v objektově orientovaném programování (OOP) jsou podobné funkcím, které se používají v programování. V OOP jsou v podstatě také funkcemi, které mohou pracovat s daty třídy nebo objektu. Z vnějšku jsou data neviditelná – nepřístupná, jelikož jsou zapouzdřena v objektu a nelze je volat přímo. Metody určené k tomu, aby s daty objektu mohly pracovat i jiné objekty, nazýváme rozhraním objektu.

## Typy metod

### Statické metody
Jsou součástí třídy, ale lze je použít aniž by byla vytvářena instance třídy. Chceme-li označit danou metodu jako statickou, použijeme klíčové slovo static.

### Konečné (finální) metody
Metody se mohou v odvozených třídách překrývat, ale existují případy, kdy chceme mít jistotu, že danou metodu nebude možné změnit. Slouží k tomu konečné metody, které nemohou být „přepsány“ v žádné z odvozených tříd. Chceme-li označit danou metodu jako konečnou, použijeme klíčové slovo final.

### Abstraktní (virtuální) metody
Při návrhu se lze setkat s případy, kdy chceme nechat implementaci určitých metod až na potomky. Jako příklad lze uvést třídu Obrazec, která definuje obecný geometrický útvar a u níž víme, že potomci budou mít stejné metody (např. obvod a obsah), ale jejich implementace bude různá. Pokud tedy označíme metodu jako abstraktní říkáme tím, že tuto metodu implementuje její potomek. Tyto metody se většinou označují klíčovým slovem abstract nebo virtual.

Výše uvedený příklad v Javě:
```
//definování obecného Obrazce

abstract
 
class
 
Obrazec
 
{

     
//každý potomek této třídy např. Čtverec, Obdélník bude implementovat níže uvedené metody

     
public
 
abstract
 
double
 
obvod
();
 

     
public
 
abstract
 
double
 
obsah
();
 

}

//třída definující Čtverec a implementující dvě abstraktní metody předka

class
 
Ctverec
 
extends
 
Obrazec
 
{

    
public
 
double
 
obvod
(
double
 
a
){

        
return
 
double
 
(
4
*
a
);

    
}

    
public
 
double
 
obsah
(
double
 
a
){

        
return
 
double
 
(
a
*
a
);

    
}

}

//třída definující Obdélník a implementující dvě abstraktní metody předka

class
 
Obdelnik
 
extends
 
Obrazec
 
{

    
public
 
double
 
obvod
(
double
 
a
,
 
double
 
b
){

        
return
 
double
 
(
2
*
(
a
+
b
));

    
}

    
public
 
double
 
obsah
(
double
 
a
,
 
double
 
b
){

        
return
 
double
 
(
a
*
b
);

    
}

}

```

### Speciální metody
Sem patří metody pro tzv. zapouzdření: konstruktor, destruktor a tzv. „gettery“ a „settery“. Poslední dvě zmiňované metody neslouží k ničemu jinému, než k získávání a nastavování hodnot příslušných vlastností třídy. Nebývá vhodné samotné vlastnosti či členy tříd definovat jako veřejné, mohlo by např. dojít k nechtěné změně jejich hodnot, k jejich změně bez zaručeného souběžného ošetření apod., proto vlastnosti/členové tříd bývají chráněné nebo soukromé a přistupuje se k nim pomocí zmíněných getterů a setterů. Jejich názvy by měly začínat slovem get_ nebo set_.

## Modifikátory přístupu
Většina běžně používaných objektově orientovaných programovacích jazyků má tři modifikátory přístupu:
- public – lze je volat odkudkoli
- protected – lze je volat pouze z metod stejné či odvozené třídy
- private – lze je volat pouze z metod téže třídy

## Přetěžování
Přetěžování (anglicky overloading) umožňuje objektům volání jedné metody se stejným jménem, ale s jinou implementací. Provádí se to tak, že se deklaruje více metod se stejným názvem, které se mohou lišit různým počtem, typem argumentů popř. jejich pořadím.

Ukázka v Javě:
```
// Třída pro práci se soubory

public
 
class
 
Soubor
{

    
public
 
static
 
void
 
otevri
(
Binary
 
binary
){

        
Console
.
WriteLine
(
"Otevírám binární soubor."
);

        
//implementace otevření binárního souboru

    
}

    
public
 
static
 
void
 
otevri
(
Text
 
text
){

        
Console
.
WriteLine
(
"Otevírám textový soubor."
);

        
//implementace otevření textového souboru

    
}

    
public
 
static
 
void
 
prectiRadek
(
Binary
 
binary
){

        
Console
.
WriteLine
(
"Čtu řádek z binárního souboru."
);

        
//implementace čtení řádku z binárního souboru

    
}

    
public
 
static
 
void
 
prectiRadek
(
Text
 
text
){

        
Console
.
WriteLine
(
"Čtu řádek z textového souboru."
);

        
//implementace čtení řádku z textového souboru

    
}

    
public
 
static
 
void
 
zavri
(
Binary
 
binary
){

        
Console
.
WriteLine
(
"Zavírám binární soubor."
);

        
//implementace zavření binárního souboru

    
}

    
public
 
static
 
void
 
zavri
(
Text
 
text
){

        
Console
.
WriteLine
(
"Zavírám textový soubor."
);

        
//implementace zavření textového souboru

    
}

}

```

## Volání metod
Rozlišujeme volání uvnitř třídy a volání metody určitého objektu. V prvním případě se běžně používá pouze její název, ve druhém případě je nejdříve uveden název objektu a pak název volané metody.
 Ukázka volání metod v Javě:
```
//definování třídy

public
 
class
 
Trida
 
{

    
double
 
Metoda1
 
(
double
 
a
){

        
return
 
a
;

    
}

    
double
 
Metoda2
 
(
double
 
b
){

        
//volání metody uvnitř třídy

        
double
 
prom
 
=
 
Metoda1
(
b
);

        
return
 
prom
;

    
}

}

Trida
 
instance
=
new
 
Trida
();

//volání metody objektu

instance
.
Metoda1
(
5
);

```

Volání metod může být v některých programovacích jazycích jiné viz PHP, kde se volají následovně:
```
class
 
MojeTrida
{

    
//statická metoda vypisující chyby

    
static
 
function
 
vypisChybu
(
$zprava_chyby
,
 
$cislo_chyby
){
 
        
echo
 
"Nastala chyba číslo: 
$cislo_chyby
"
;

        
echo
 
"Popis chyby: 
$zprava_chyby
"
;

    
}

    
public
 
function
 
deleni
(
a
,
 
b
){

        
if
((
a
 
||
 
b
)
 
==
 
0
){

            
//volání lokální statické metody uvnitř třídy pomocí self

            
self
::
vypisChybu
(
"Nelze dělit nulou!"
,
"400"
);

        
}
else
 
{

            
return
 
(
a
/
b
);

        
}

    
}

    
public
 
function
 
vypocet
(
a
,
 
b
){

        
$vysledek
 
=
 
0
;

        
//volání lokální metody uvnitř třídy pomocí $this

        
$vysledek
 
=
 
$this
->
deleni
(
a
,
b
)
+
(
a
*
b
);
 
        
return
 
$vysledek
;

    
}

}

//volání metody objektu

$trida
 
=
 
new
 
MojeTrida
();

$trida
->
vypis_chybu
(
4
,
5
);

```

## Ukázky vytvoření metod

### Java
```
//Ukázka statických metod

public
 
class
 
Ctverec
 
extends
 
Obrazec
 
{

    
//deklarace statické metody pro výpočet obvodu

    
static
 
double
 
obvod
 
(
double
 
a
){

        
return
 
4
*
a
;

    
}

    
//deklarace statické metody pro výpočet obsahu

    
static
 
double
 
obsah
 
(
double
 
a
){

        
return
 
a
*
a
;

    
}

}

//Ukázka finálních metod

class
 
Ctverec
 
extends
 
Obrazec
 
{

    
final
 
double
 
obvod
 
(
double
 
a
){

        
return
 
4
*
a
;

    
}

    
final
 
double
 
obsah
 
(
double
 
a
){

        
return
 
a
*
a
;

    
}

}

```